# Mehdi Mozaffari
Mehdi Mozaffari (født 1939 i Iran) er professor emeritus dr.scient.pol. ved Aarhus Universitet i Islamiske studier.
Mozaffari er født i Iran. Han studerende politologi og jura på Teherans Universitet og senere politologi og international politik ved universiteter i Paris. 
Han blev doktor i politologi fra Sorbonne i 1971 og blev i 1973 ansat ved universitet i Teheran. 
Da den islamiske revolution brød ud i Iran i 1978, rejste Mozaffari og hans familie ud af Iran, og han fik i 1979 ansættelse på Sorbonne. 
Da hans kone er dansk, rejste familien dog kort efter til Danmark hvor han blev ansat ved Institut for Statskundskab ved Aarhus Universitet.
Der var han først ekstern lektor, siden lektor, docent for i 2003 at blive udnævnt til professor.
Mozaffari er kendt som islamkritiker og medforfatter til MANIFESTO: Together facing the new totalitarianism